# المرافق الخاصة بأولمبياد 2016
كانت الألعاب الأولمبية الصيفية لعام 2016 ، المعروفة رسميًا باسم «ألعاب الأولمبياد الحادي والثلاثين»، حدثًا دوليًا متعدد الرياضات أقيم في ريو دي جانيرو ، البرازيل، من 5 آب إلى 21 آب 2016. [n 1] 
جرت المسابقات في ثمانية عشر موقعا موجودًا (ثمانية منها تتطلب بعض التطوير) ، وتسعة مرافق جديدة تم إنشاؤها للألعاب الصيفية، وسبعة مرافق مؤقتة سيتم إزالتها بعد الألعاب. جرت المنافسات في واحدة من أربع مجمعات أولمبية منفصلة جغرافيا: بارا ، كوباكابانا، ديودورو ، وماركانا . وقد تم نفس الشيء بالنسبة لدورة ألعاب عموم أمريكا لعام 2007.  تقع العديد من الأماكن في منتزه Barra Cluster Olympic Park. أكبر مكان في الألعاب من حيث سعة المقاعد هو Estádio do Maracanã ، المعروف رسميًا باسم استاد Jornalista Mário Filho ، والذي يمكن أن يستوعب 74738 متفرجًا ويعمل بمثابة الاستاد الأولمبي الرسمي، حيث يستضيف مراسم الافتتاح والختام وكذلك نهائيات كرة القدم. بالإضافة إلى ذلك، استضافت خمسة أماكن خارج ريو دي جانيرو أحداث كرة القدم، في مدن برازيليا وبيلو هوريزونتي وماناوس وسلفادور وساو باولو .
لأول مرة منذ دورة الألعاب الأولمبية الصيفية لعام 1900 ، لم يتم عقد مراسم الافتتاح والختام للألعاب الأولمبية الصيفية في نفس مكان منافسات ألعاب القوى، وايضا اقيمت جميع منافسات الجمباز في نفس القاعة.

## المرافق
| أ | موجود (لا يتطلب عمل دائم)      |
| ب | قائم (مطلوب عمل دائم)          |
| ج | مؤقت إضافي (يعتمد على الألعاب) |
| د | جديد دائم                      |

| New competition venues                    | New competition venues | New competition venues | New competition venues | New competition venues                 | New competition venues |
| Venue                                     | Sports                 | Sports | Sports | Capacity                               |                        |
| ----------------------------------------- | ---------------------- | --- | --- | -------------------------------------- | ---------------------- |
| صالة كاريوكا 1                            | D                      | كرة السلة في الألعاب الأولمبية الصيفية 2016 | كرة السلة في الألعاب الأولمبية الصيفية 2016 | 16,000                                 |                        |
| صالة كاريوكا 2                            | D                      | Judo and المصارعة في الألعاب الأولمبية الصيفية 2016 | Judo and المصارعة في الألعاب الأولمبية الصيفية 2016 | 10,000                                 |                        |
| صالة كاريوكا 3                            | D                      | المبارزة في الألعاب الأولمبية الصيفية 2016 and التايكوندو في الألعاب الأولمبية الصيفية 2016                                                               | المبارزة في الألعاب الأولمبية الصيفية 2016 and التايكوندو في الألعاب الأولمبية الصيفية 2016                                                               | 10,000                                 |                        |
| الاستاد الأولمبي للرياضات المائية         | D                      | السباحة في الألعاب الأولمبية الصيفية 2016 and كرة الماء في الألعاب الأولمبية الصيفية 2016 (play-offs)                                                     | السباحة في الألعاب الأولمبية الصيفية 2016 and كرة الماء في الألعاب الأولمبية الصيفية 2016 (play-offs)                                                     | 15,000                                 |                        |
| مركز بي إم إكس الأولمبي                   | D                      | ركوب الدراجات في الألعاب الأولمبية الصيفية 2016 | ركوب الدراجات في الألعاب الأولمبية الصيفية 2016 | 6,000                                  |                        |
| ملعب الغولف الأولمبي                      | D                      | Golf | Golf | 20,000                                 |                        |
| مركز الهوكي الأولمبي                      | D                      | هوكي الحقل في الألعاب الأولمبية الصيفية 2016 | هوكي الحقل في الألعاب الأولمبية الصيفية 2016 | 15,000 (10,000 court 1, 5,000 court 2) |                        |
| مركز التنس الأولمبي                       | D                      | كرة المضرب في الألعاب الأولمبية الصيفية 2016 | كرة المضرب في الألعاب الأولمبية الصيفية 2016 | 19,750                                 |                        |
| استاد وايت ووتر الأولمبي                  | D                      | سباق القوارب في الألعاب الأولمبية الصيفية 2016 | سباق القوارب في الألعاب الأولمبية الصيفية 2016 | 8,000                                  |                        |
| مضمار ريو الأولمبي للدراجات               | D                      | ركوب الدراجات في الألعاب الأولمبية الصيفية 2016 | ركوب الدراجات في الألعاب الأولمبية الصيفية 2016 | 5,000                                  |                        |
| صالة الشباب                               | D                      | كرة السلة في الألعاب الأولمبية الصيفية 2016 (women's preliminary round), الخماسي الحديث في الألعاب الأولمبية الصيفية 2016 (fencing)                       | كرة السلة في الألعاب الأولمبية الصيفية 2016 (women's preliminary round), الخماسي الحديث في الألعاب الأولمبية الصيفية 2016 (fencing)                       | 5,000                                  |                        |
| Existing competition venues               |                        | | |                                        |                        |
| Venue                                     | Venue                  | Sports | Sports | Capacity                               |                        |
| مركز ديودورو للألعاب المائية              | A                      | الخماسي الحديث في الألعاب الأولمبية الصيفية 2016 (swimming)                                                                                               | الخماسي الحديث في الألعاب الأولمبية الصيفية 2016 (swimming)                                                                                               | 2000                                   |                        |
| ملعب ماراكانا                             | A                      | Ceremonies and كرة القدم في الألعاب الأولمبية الصيفية 2016 (semifinal 2, finals)                                                                          | Ceremonies and كرة القدم في الألعاب الأولمبية الصيفية 2016 (semifinal 2, finals)                                                                          | 74,738                                 |                        |
| ملعب جواو هافيلانج الأولمبي               | B                      | كرة القدم في الألعاب الأولمبية الصيفية 2016 (8 x group), ألعاب القوى في الألعاب الأولمبية الصيفية 2016                                                    | كرة القدم في الألعاب الأولمبية الصيفية 2016 (8 x group), ألعاب القوى في الألعاب الأولمبية الصيفية 2016                                                    | 60,000                                 |                        |
| بحيرة رودريغو دي فريتاس                   | B                      | التجديف في الألعاب الأولمبية الصيفية 2016, سباق القوارب في الألعاب الأولمبية الصيفية 2016                                                                 | التجديف في الألعاب الأولمبية الصيفية 2016, سباق القوارب في الألعاب الأولمبية الصيفية 2016                                                                 | 14,000                                 |                        |
| جيناسيو دو ماراكانازينيو                  | A                      | الكرة الطائرة في الألعاب الأولمبية الصيفية 2016 | الكرة الطائرة في الألعاب الأولمبية الصيفية 2016 | 12,000                                 |                        |
| مركز ماريا لينك المائي                    | B                      | الغطس في الألعاب الأولمبية الصيفية 2016, السباحة المتزامنة في الألعاب الأولمبية الصيفية 2016, كرة الماء في الألعاب الأولمبية الصيفية 2016 (group matches) | الغطس في الألعاب الأولمبية الصيفية 2016, السباحة المتزامنة في الألعاب الأولمبية الصيفية 2016, كرة الماء في الألعاب الأولمبية الصيفية 2016 (group matches) | 6,500                                  |                        |
| مارينا دا جلوريا                          | B                      | القوارب الشراعية في الألعاب الأولمبية الصيفية 2016 | القوارب الشراعية في الألعاب الأولمبية الصيفية 2016 | 10,000                                 |                        |
| المركز الوطني للفروسية                    | B                      | الفروسية في الألعاب الأولمبية الصيفية 2016 | الفروسية في الألعاب الأولمبية الصيفية 2016 | 14,000                                 |                        |
| المركز الوطني للرماية                     | B                      | الرماية في الألعاب الأولمبية الصيفية 2016 | الرماية في الألعاب الأولمبية الصيفية 2016 | TBD                                    |                        |
| صالة إتش إس بي سي (HSBC Arena)            | A                      | الجمباز في الألعاب الأولمبية الصيفية 2016 | الجمباز في الألعاب الأولمبية الصيفية 2016 | 12,000                                 |                        |
| ريو سنترو – Pavilion 6                    | A                      | الملاكمة في دورة الألعاب الأولمبية الصيفية 2016 | الملاكمة في دورة الألعاب الأولمبية الصيفية 2016 | 9,000                                  |                        |
| Riocentro – Pavilion 3                    | A                      | تنس الطاولة في الألعاب الأولمبية الصيفية 2016 | تنس الطاولة في الألعاب الأولمبية الصيفية 2016 | 7,000                                  |                        |
| Riocentro – Pavilion 4                    | A                      | الريشة الطائرة في الألعاب الأولمبية الصيفية 2016 | الريشة الطائرة في الألعاب الأولمبية الصيفية 2016 | 6,500                                  |                        |
| سامبودرومو ماركيز دي سابوكاي              | B                      | النبالة في الألعاب الأولمبية الصيفية 2016, ألعاب القوى في الألعاب الأولمبية الصيفية 2016                                                                  | النبالة في الألعاب الأولمبية الصيفية 2016, ألعاب القوى في الألعاب الأولمبية الصيفية 2016                                                                  | 36,000                                 |                        |
| Temporary competition venues              |                        | | |                                        |                        |
| Venue                                     | Venue                  | Sports | Sports | Capacity                               |                        |
| ملعب كوباكابانا                           | C                      | Beach volleyball [الإنجليزية] | Beach volleyball [الإنجليزية] | 12,000                                 |                        |
| ملعب ديودورو                              | C                      | الخماسي الحديث في الألعاب الأولمبية الصيفية 2016 (riding, combined running and shooting), سباعيات الرجبي في الألعاب الأولمبية الصيفية 2016                | الخماسي الحديث في الألعاب الأولمبية الصيفية 2016 (riding, combined running and shooting), سباعيات الرجبي في الألعاب الأولمبية الصيفية 2016                | 15,000                                 |                        |
| حصن كوباكابانا                            | C                      | Marathon swimming, ركوب الدراجات في الألعاب الأولمبية الصيفية 2016, السباق الثلاثي في الألعاب الأولمبية الصيفية 2016                                      | Marathon swimming, ركوب الدراجات في الألعاب الأولمبية الصيفية 2016, السباق الثلاثي في الألعاب الأولمبية الصيفية 2016                                      | 5,000                                  |                        |
| صالة المستقبل                             | C                      | كرة اليد في الألعاب الأولمبية الصيفية 2016 | كرة اليد في الألعاب الأولمبية الصيفية 2016 | 12,000                                 |                        |
| مركز الدراجة الجبلية                      | C                      | ركوب الدراجات في الألعاب الأولمبية الصيفية 2016 | ركوب الدراجات في الألعاب الأولمبية الصيفية 2016 | 5,000                                  |                        |
| بونتال                                    | C                      | ألعاب القوى في الألعاب الأولمبية الصيفية 2016, ركوب الدراجات في الألعاب الأولمبية الصيفية 2016                                                            | ألعاب القوى في الألعاب الأولمبية الصيفية 2016, ركوب الدراجات في الألعاب الأولمبية الصيفية 2016                                                            | 5,000                                  |                        |
| Riocentro – Pavilion 2                    | C                      | رفع الأثقال في الألعاب الأولمبية الصيفية 2016 | رفع الأثقال في الألعاب الأولمبية الصيفية 2016 | 6,500                                  |                        |
| Competition venues outside Rio de Janeiro |                        | | |                                        |                        |
| Venue                                     | Venue                  | Sports | Location | Capacity                               |                        |
| ملعب ماني غارينشا الوطني                  | A                      | Football (8 x group, quarterfinals) | برازيليا، القطاع الفدرالي | 69,394                                 |                        |
| ملعب مينيراو                              | A                      | Football (6 x group, quarterfinals, W semifinal, M 3rd place)                                                                                             | بيلو هوريزونتي, ميناس جرايس | 58,170                                 |                        |
| أرينا فونتي نوفا                          | A                      | Football (8 x group, quarterfinals) | سالفادور, باهيا | 51,700                                 |                        |
| أرينا كورينثيانز                          | A                      | Football (6 x group, quarterfinals, M semifinal, W 3rd place)                                                                                             | ساو باولو, ساو باولو | 48,234                                 |                        |
| أرينا دا أمازونيا                         | A                      | Football (6 x group) | ماناوس، الأمازون | 40,549                                 |                        |

## روابط خارجية
- Official website، Rio de Janeiro Organizing Committee for the Olympic Games (ROCOG)، مؤرشف من الأصل في 2009-11-28.
- Official website، اللجنة الأولمبية البرازيلية [الإنجليزية] (COB)، مؤرشف من الأصل في 2010-02-12.
- Official website، اللجنة الأولمبية الدولية (IOC)، مؤرشف من الأصل في 2023-09-22.
- الألعاب الأولمبية - المرافق - منطقة بارا (brasil2016.gov.br)
- أماكن الألعاب الأولمبية الصيفية 2016 على خرائط جوجل
- أماكن الألعاب الأولمبية الصيفية في ريو 2016 على Touchify